# (18707) Annchi
(18707) Annchi est un astéroïde de la ceinture principale d'astéroïdes.

## Description
(18707) Annchi est un astéroïde de la ceinture principale d'astéroïdes. Il fut découvert le 21 avril 1998 à Socorro (Nouveau-Mexique) par le projet LINEAR. Il présente une orbite caractérisée par un demi-grand axe de 2,56 UA, une excentricité de 0,19 et une inclinaison de 6,8° par rapport à l'écliptique.

## Compléments